# Stadtturm (Lich)

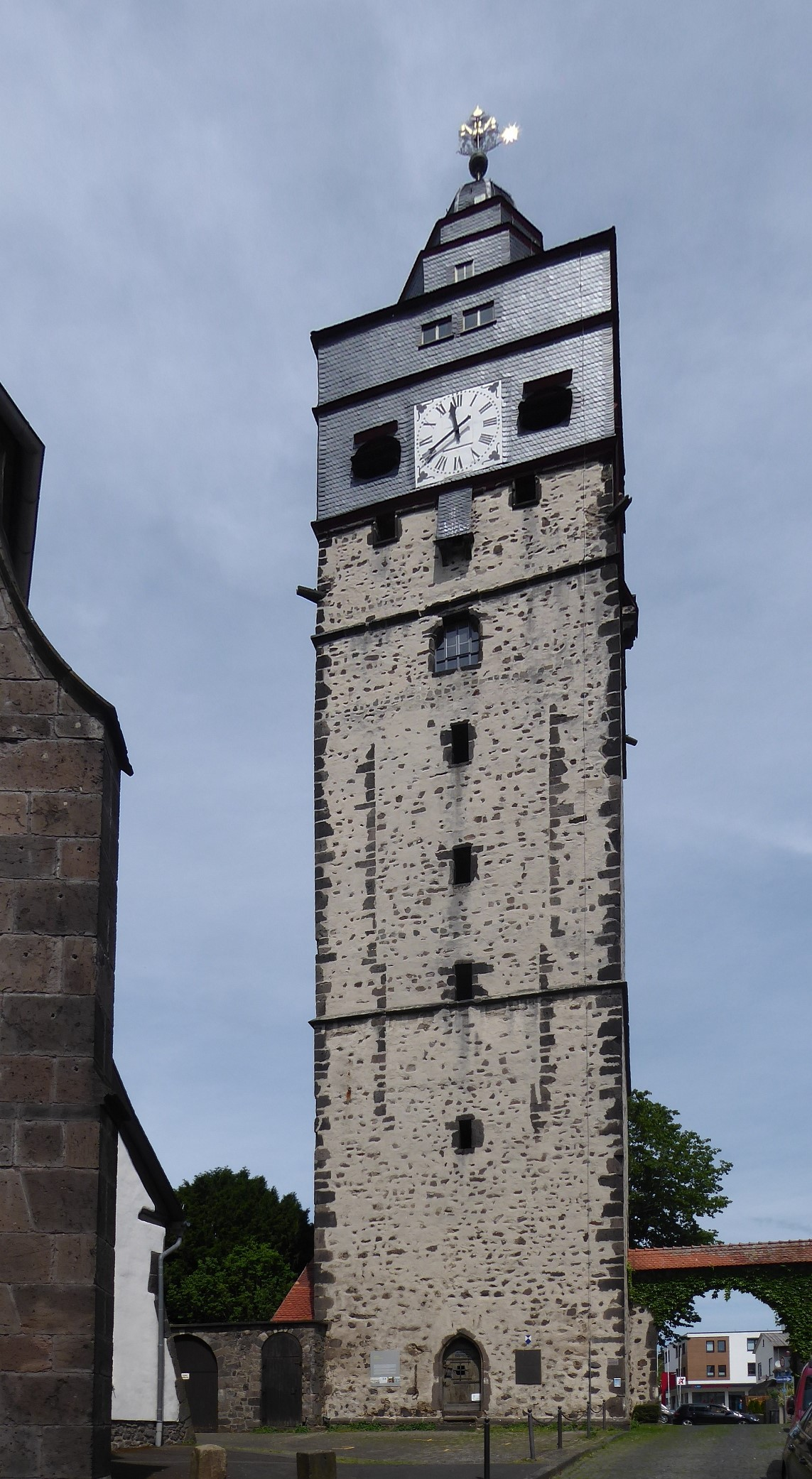
Stadtturm

Der Stadtturm in Lich ist ein 50 Meter hoher mittelalterlicher Festungsturm und Wahrzeichen der Stadt. Er wurde im Jahr 1306 errichtet und war Teil der ursprünglichen Befestigungsanlage. Bis ins 17. Jahrhundert hinein erfolgten mehrere Umbauten. Das Kulturdenkmal beherbergt das Geläut der benachbarten Marienstiftskirche.

## Geschichte

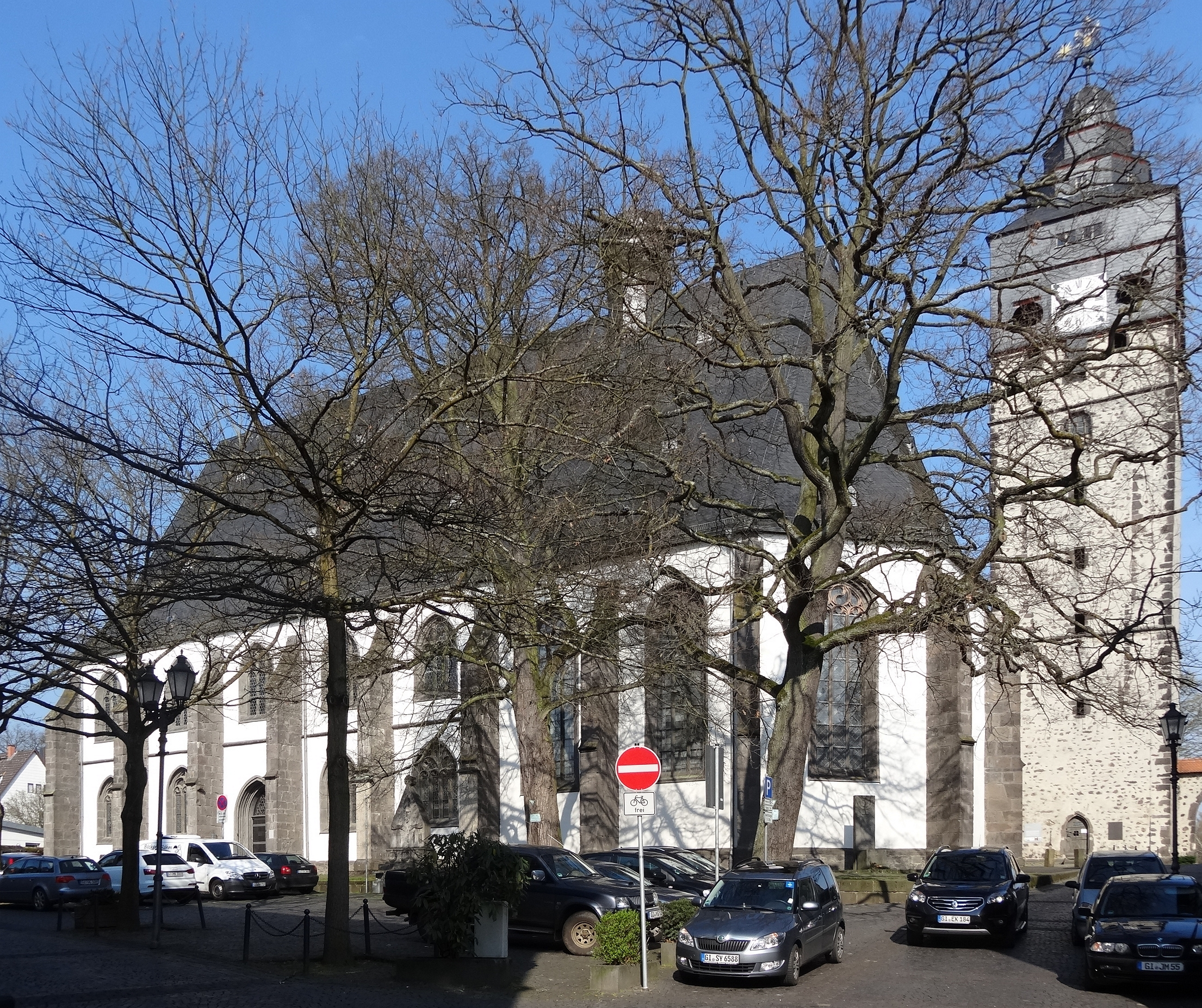
Marienstiftskirche mit Stadtturm

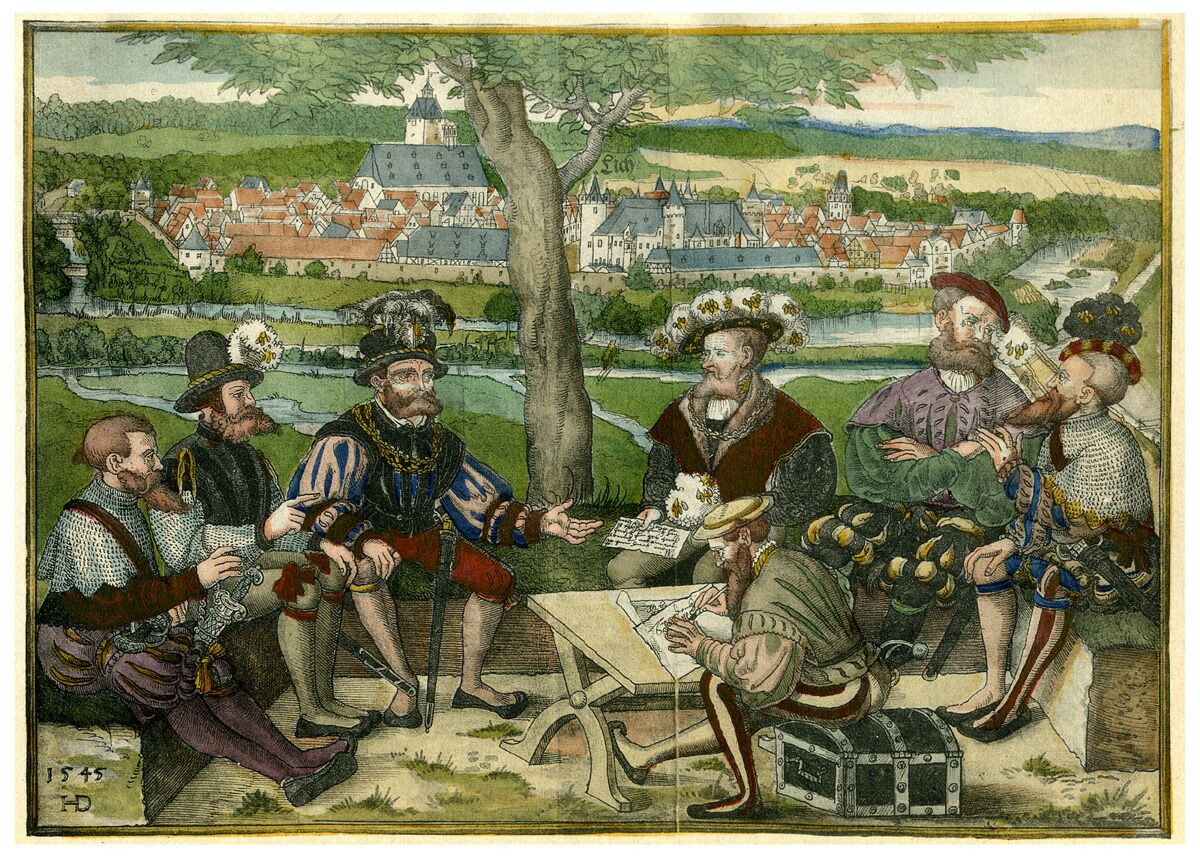
Kriegsrat zur Zeit des schmalkaldischen Krieges (1546–1547), Holzschnitt von Hans Döring, im Hintergrund der Stadtturm mit dem alten Turmaufbau

Philipp III. von Falkenstein erhielt im Jahr 1300 für Lich die Stadtrechte und ließ die Stadt befestigen. Im Süden entstand eine Wasserburg, die im Süden und Osten durch die Wetter und ihr Sumpfgebiet geschützt war. Im Westen und Norden übernahmen der aufgeschüttete Wall mit Mauern und kleinen runden Bastionstürmen die Schutzfunktion. Von dem einstigen Wassergraben ist der Schlossteich das verbliebene Relikt. Der Stadtturm wurde im Jahr 1306 mit fünf Geschossen und einer Höhe von 32 Metern bis zur Zinne errichtet. Von hier aus konnte die gegenüberliegende Hochebene eingesehen werden. Der Turm bildete ein wesentliches Element der nördlichen Befestigungsanlage.
Zur Stadtseite war der Wach- und Beobachtungsturm in den oberen Geschossen offen. Der Wehrgang auf der angrenzenden sieben Meter hohen Mauer knickte an beiden Seiten des Turms ab und verlief quer durch den Turm im ersten Obergeschoss, unmittelbar oberhalb des Verlieses. Das Verlies im Erdgeschoss hatte ursprünglich keine Tür, sondern war während des 14. Jahrhunderts nur durch ein Angstloch in der Decke zugänglich, durch das die Beschuldigten und die Versorgung an einer Seilwinde heruntergelassen wurden. Die Obergeschosse bildeten zu dieser Zeit einen einzigen großen Raum, der durch Balkenlagen und Leitergänge erschlossen wurde und von außen einsehbar war. Die südliche Öffnung umfasste die vier Obergeschosse und schloss mit einem großen Rund- oder Spitzbogen ab und war im Inneren möglicherweise überwölbt. Den oberen Abschluss bildeten ein offener Wehrgang mit breiten Zinnen und ein steinernes Kegeldach.
Um 1405 wurde die offene Turmseite vermauert und eine Außentür zum Verlies eingebrochen. Die Obergeschosse wurden massiv ausgebaut und durch Innentreppen miteinander verbunden. Die Befestigung wurde in den Jahren 1510 bis 1512 durch eine Umwallung verstärkt (noch heute heißt die Straße „Am Wall“). Die Obergeschosse wurden durch Treppen verbunden. Um 1540 erhielt das Obergeschoss einen Glockenstuhl aus Eichenholz und übernahm der Stadtturm die Funktion eines Kirchturms. In dem kleinen Dachreiter der neu errichteten Marienstiftskirche, die im Jahr 1537 fertiggestellt wurde, konnte das mittelalterliche Geläut nicht untergebracht werden. Der Turm hatte als Abschluss Dreiecksgiebel und einen Dachreiter und erreichte nach diesem Umbau eine Höhe von 42 Metern.
Ein weiterer Umbau erfolgte in den Jahren 1624 bis 1627. Der Turm erhielt einen Fachwerkaufbau mit einem neuen Glockengeschoss und darüber eine Wohnung für den Türmer. Schließlich wurde eine hölzerne Haube aufgesetzt. Der offene Laubengang, der durch Holzstützen in vier Felder  gliedert war, wurde später verschiefert.
Ab 1800 sind die Türmer namentlich nachgewiesen. Johann Adam Schmidt, der letzte Türmer, lebte bis 1912 mit seiner Frau Anna Margaretha, Tochter des vorletzten Türmers Hermann Philipp Walz, in der Türmerwohnung. Den beiden wurden elf Kinder geboren. Die gemütskranke Tochter Philippine stürzte sich 1891 vom Turm und starb an den Folgen. Im Jahr 1897 wurde eine Turmuhr mit Ziffernblättern an allen vier Seiten installiert, die 1960 elektrifiziert wurde. 1942 und 1943 wurden Feuerwachen auf dem Turm gehalten. Während der Luftangriffe 1945 diente das ehemalige Verlies als Luftschutzraum.
In den 1970er Jahren wurde für 750.000 DM eine Renovierung durchgeführt, Betongurte ins Mauerwerk verlegt, Risse mit Beton ausgefüllt und die senkrechte Schieferfläche ausgebessert. Im Jahr 1990 folgte eine umfassende Sanierung für 220.000 Euro. Das Dach wurde neu eingeschiefert, Fenster erneuert und das Mauerwerk ausgebessert. Von der nicht mehr restaurierbaren Wetterfahne fertigten Licher Handwerker ein Duplikat an. Die alte Wetterfahne fand ihren Platz im Licher Heimatmuseum. In den Jahren 2009 bis 2011 wurden Sicherungsmaßnahmen durchgeführt und eine Besuchertreppe eingebaut, die über 152 Stufen den sicheren Zugang gewährt. Durch Eigenleistung der „Turmfreunde Lich“, Sponsoren, zahlreiche Spendenprojekte und eine Stufenkaufaktion wurde die Finanzierung gesichert.

## Architektur

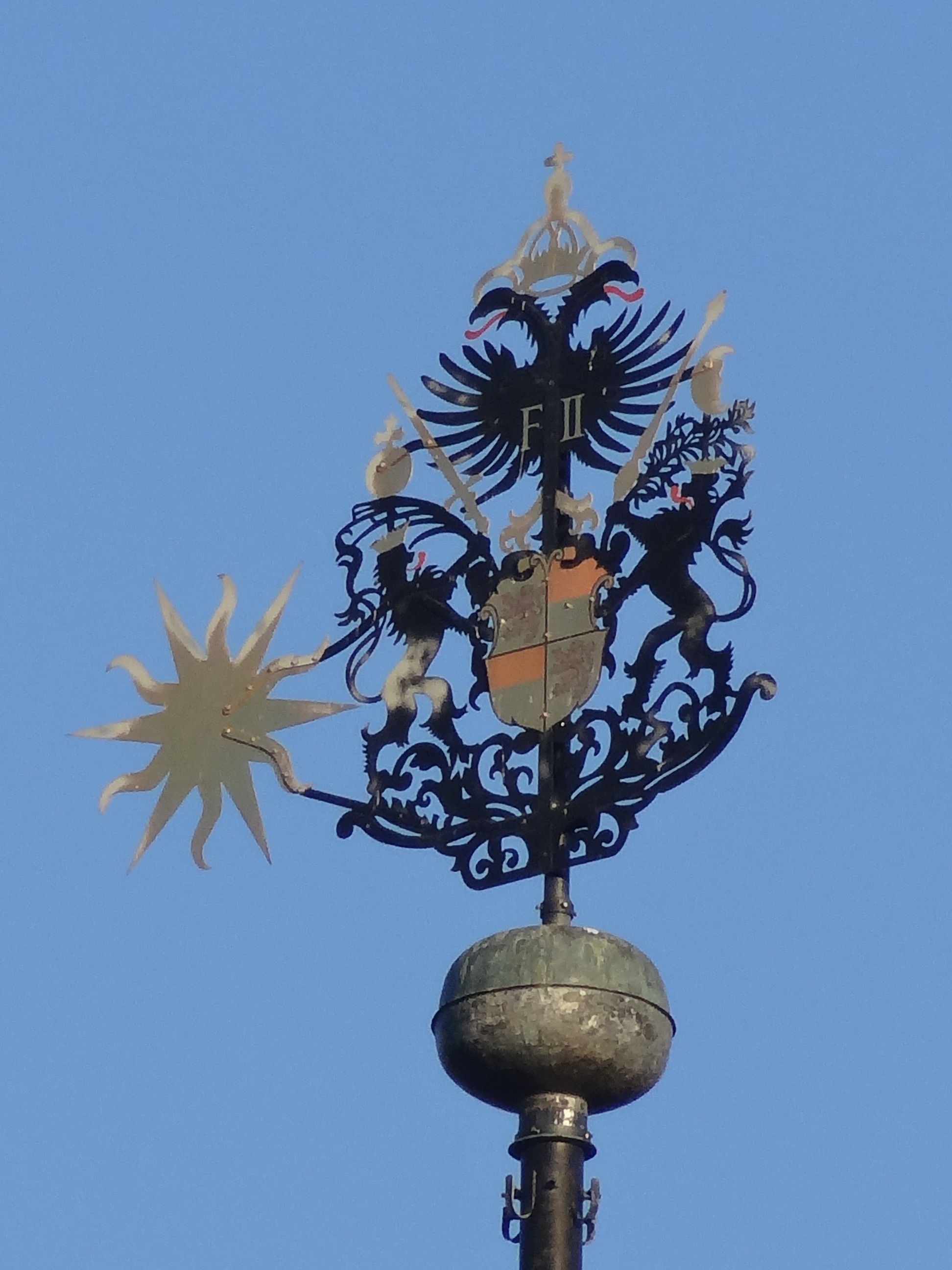
Wetterfahne

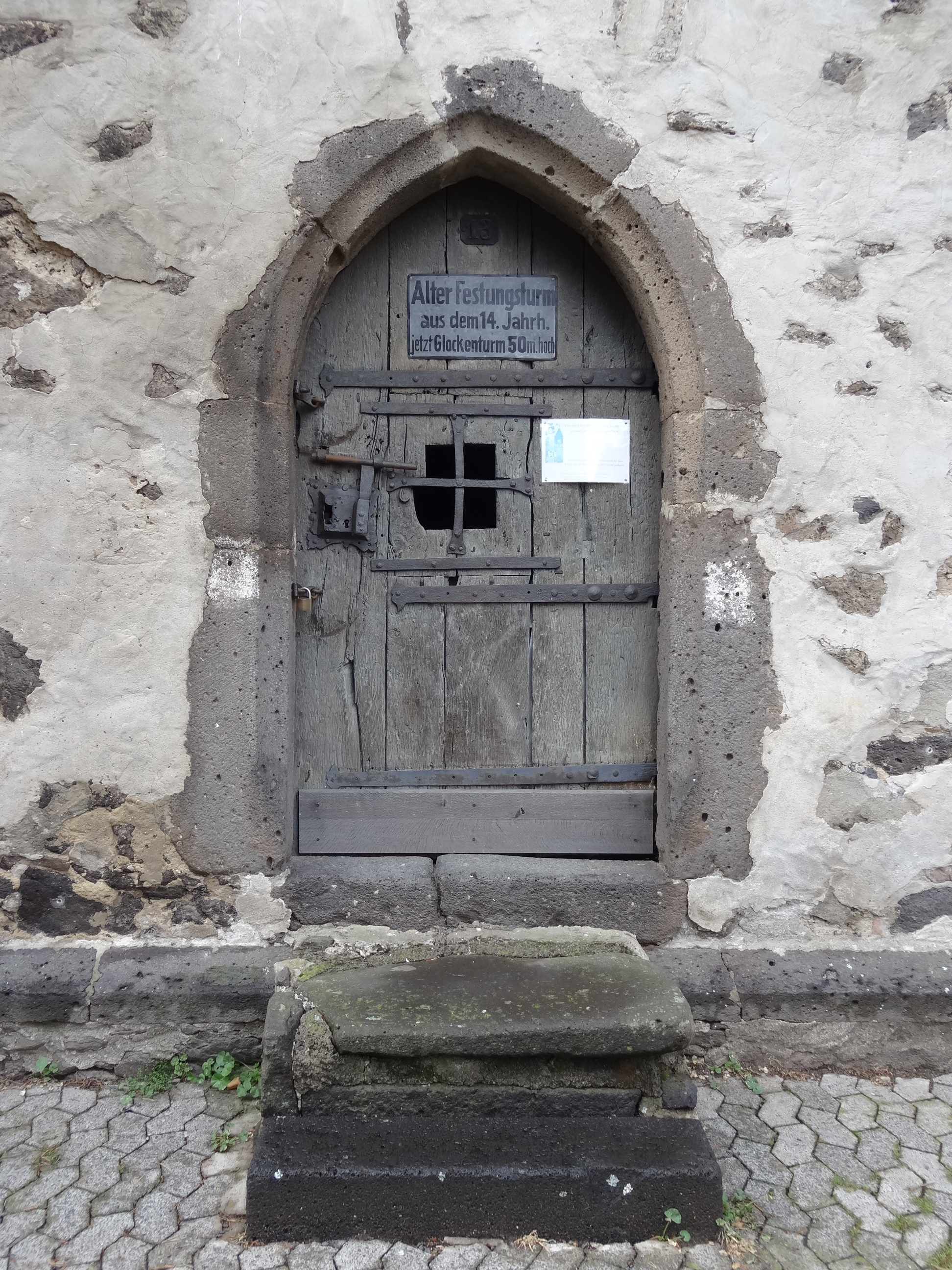
Südeingang zum Verlies

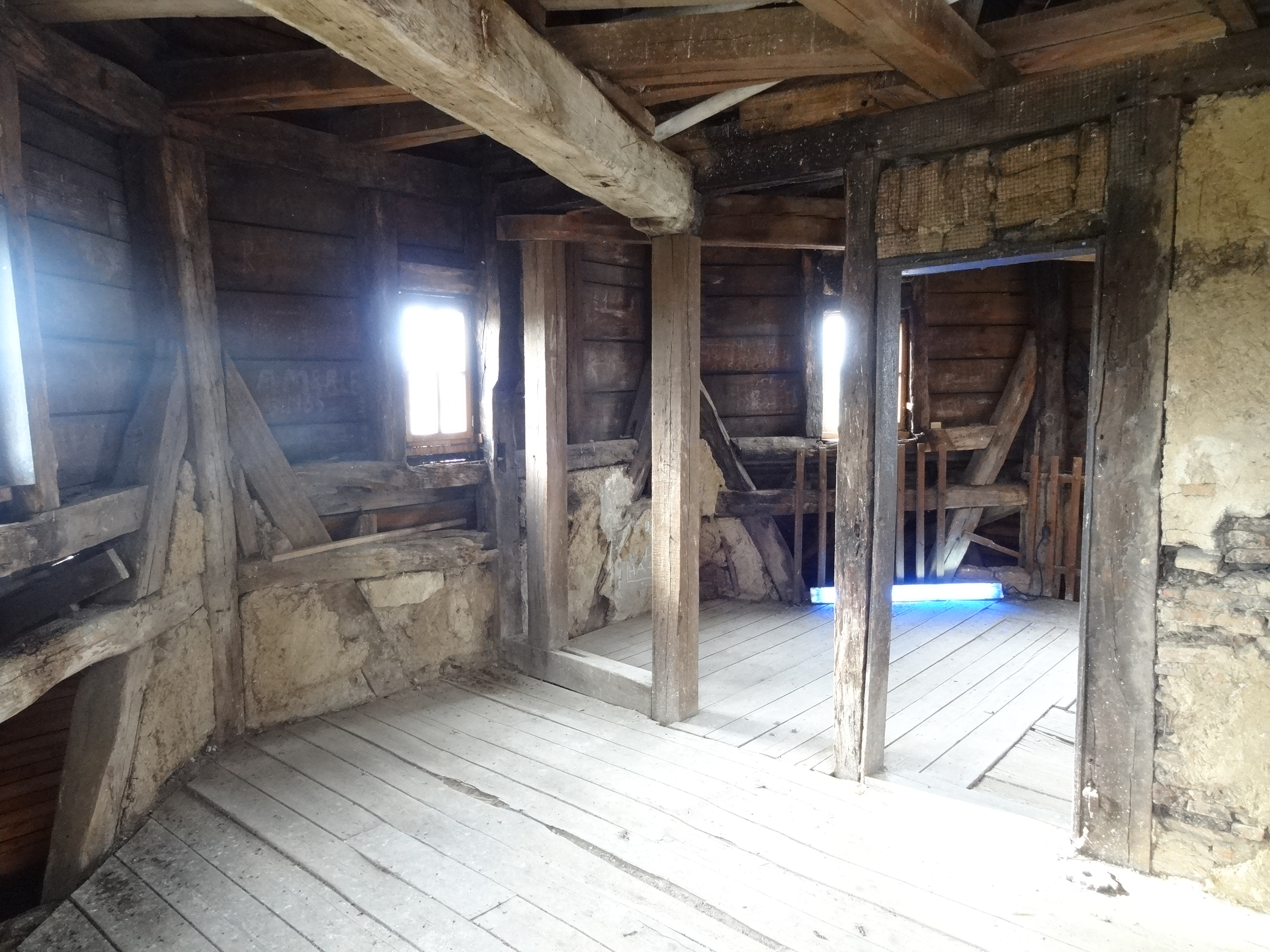
Reste der Türmerwohnung

Blick vom Turm nach Süden über die Licher Altstadt, Blickwinkel 180°

Der Stadtturm ist im Norden der ursprünglichen Stadtbefestigung auf quadratischem Grundriss errichtet. Der sechsgeschossige Turmschaft über schrägem Sockel hat Bruchsteinmauerwerk mit Eckquaderung. Er wird durch zwei umlaufende Gesimsbänder mit Kehle in unterschiedlich große Abschnitte gegliedert. Die Mauern sind im Erdgeschoss vier Meter mächtig, verjüngen sich nach oben aber zusehends. In östliche Richtung ist sekundär das rundbogige Stadttor angebaut.
Das Verlies im Erdgeschoss hat ein Kreuzgratgewölbe, dessen Gewölbekappen auf Konsolsteinen ruhen. Eine spitzbogige Eingangspforte mit Gewände an der Südseite gewährt den Zugang zu einem kleinen Vorraum, der durch eine eisenbeschlagene Tür in das quadratische Verlies führt. Die alte rechteckige Öffnung in der Mitte des Gewölbes ist heute durch Sicherheitsglas verschlossen. Der Stein mit dem Zapfen für die Winde ist erhalten.
Das erste Obergeschoss wird an der Westseite über eine Außentreppe betreten, die zu einer rundbogigen Tür führt. Dem alten Westeingang, durch den ursprünglich der Wehrgang verlief, entspricht im Osten eine spitzbogige Pforte.
Die alte Bogenöffnung an der Südseite ist noch im Mauerwerk erkennbar. Im obersten Geschoss sind die Konsolsteine mit den aufliegenden gekehlten Rippen erhalten. Sie weisen auf ein ursprüngliches Gewölbe, das möglicherweise aber nicht ausgeführt wurde. In der nordöstlichen Ecke ermöglichte eine Wendeltreppe innerhalb der Mauer den Aufstieg vom fünften Geschoss auf den alten Wehrgang unter Umgehung des Gewölbes. Das sechste Geschoss entstand erst, nachdem das Gewölbe entfernt oder aufgegeben wurde.
An der Nordseite hat jedes Geschoss ein Schlitzfenster, das bei Angriffen als Scharte diente. An der Südseite sind schmale Rechteckfenster angebracht. Die Ost- und Westseite sind fensterlos. Der hölzerne Innenausbau des Turmschaftes datiert aus dem Jahr 1406 und die Fachwerkspitze von 1620, wie eine dendrochronologische Untersuchung bestätigt hat.
Der Fachwerkaufbau ist vollständig verschiefert. Das Glockengeschoss hat an jeder Seite ein großes viereckiges Ziffernblatt, das von zwei runden Schalllöchern flankiert wird. Der Laubengang ist heute verschiefert, sodass das Glockengeschoss zusammen mit dem Laubengang heute wie einer Kubus erscheint. Ein Pultdach leitet zur zweigeschossigen oktogonalen Haube über, in der die Türmerwohnung eingerichtet war. Reste der lehmverputzten Innenwände sind erhalten.
Die geschweifte Haube wird von einem Turmknopf und einer prächtigen Wetterfahne bekrönt. Sie zeigt über schmiedeeisernem Rankenwerk den Solmsischen Wappenschild, das von den Solmsischen Löwen gehalten wird, über denen Halbmond und Reichsapfel (vielleicht eine umgearbeitete Sonne) angebracht sind. Darüber erhebt sich der doppelköpfige Adler mit Krone, der in den Fängen Schwert und Zepter greift. Eine zwölfstrahlige Sonne ist seitlich angebracht und korrespondiert mit der Sonne auf Ostseite der Marienstiftskirche. Die Wetterfahne ist 2,50 Meter hoch und ohne Sonne 1,75 Meter breit. Sie wurde um 1990 von der Schlosserei Schnabel in Lich vollständig erneuert. Die alte war abgängig und steht heute im Licher Heimatmuseum. Die Datierung der alten Wetterfahne ist schwierig, da die Anordnung einiger Elemente auf die Zeit nach 1711 weist, die Abzeichen selbst aber für die erste Hälfte des 17. Jahrhunderts sprechen. Das vergoldete „F II“ auf der Brust des Adlers steht für Kaiser Ferdinand II. († 1637). Eine Erneuerung der Helmstange und Ausbesserung der Fahne sind für das Jahr 1723 nachgewiesen. 1787 wurde die Stange nochmals erneuert. Vermutlich wurde die Wetterfahne des 17. Jahrhunderts nach 1723 umgearbeitet.

## Geläut
Der Stadtturm beherbergt ein Dreiergeläut, das zur Marienstiftskirche gehört. Die Glocken hängen im Glockengeschoss unterhalb der Wohnung des Türmers, der für das viertelstündige Schlagen verantwortlich war. Die große Festglocke „Anna“ stammt aus Kloster Arnsburg, die kleine Glocke wurde in Windecken hergestellt. Im Jahr 1942 wurden die Glocken an die Rüstungsindustrie abgeliefert, entgingen aber dem Einschmelzen und wurden 1948 von einem Hamburger Glockenlager zurückgebracht. Die Glocken erklangen nach ihrer Rückkehr zum ersten Mal wieder am Palmsonntag 1947.
| Nr. | Name (Funktion)     | Gussjahr | Gießer, Gussort              | Durchmesser (mm) | Schlagton (HT-1/16) | Inschriften | Bild |
| 1   | Anna, Festglocke    | 1400     | unbekannt                    | 1.380            | f1                  | + anno · domini · m° cccc° · anna + me · fvndi · ivssit · philippvs · nobilis · hic · sit + falckensteyn totvs · regim[ine] · tvnc b[e]n[e] · notvs + Dazu als Reliefs Christuskopf mit großem Nimbus, Bischofsbüste, Kruzifix mit Kleeblattendigungen und segnender Bischof                                                              |      |
| 2   | Maria, Elfuhrglocke | 1517     | Nikolaus von Lothringen      | 1.230            | ges1                | · 1 · 5 · 1 · 7 · hoc \| opus \| effusum \| est \| magna \| cum \| laude \| decorum \| virginis \| ac \| matris \| regnantis \| cuncta \| per \| euum [=aevum] \| ni \| v \| loth· sowie HOC SIGNVM MAGNI REGIS EST und ein eingegossenes, flaches Kreuz mit erhöhten Punkten und Ranken                                                  |      |
| 3   | Feuerglocke         | 1755     | Johann Peter Bach, Windecken | 1.050            | g1                  | ANNO 1755 REGENTE ILUSTRISSIMO COMITE AC DOMINO DOMINO CAROLO COMITE IN SOLMS LICH ETT [= etc] CIVITATIS LICHENSIS PRAEFECT[us] G P ROTH CONSUL[es] I P HIZEL ET P I SCWENCK HOC[c]E AES CASU QUODAM RIMAS PASSUM DE NOVA CONFILATUM PRISTINO RESTITUERE CLANGORI IN GOTTES NAHMEN FLOSS ICH JOHAN PETER BACH IN WINDECKEN GOSS MICH 1755 |      |

## Erhalt und Nutzung
Im Jahr 2006 wurde der Verein der Turmfreunde gegründet. Er setzt sich für den Erhalt, die Restaurierung und die Erschließung des Gebäudes für die Öffentlichkeit ein. Finanziert durch Spenden wurde eine verzinkte Eisentreppe über der historischen Holztreppe von 1406 eingebaut und auf diese Weise der Turm wieder begehbar gemacht. Der Verein entwickelt ein kulturpädagogisches Konzept für die Nutzung des Turms und der früheren Türmerwohnung, die wieder rekonstruiert werden soll.